# Laurent Fabius

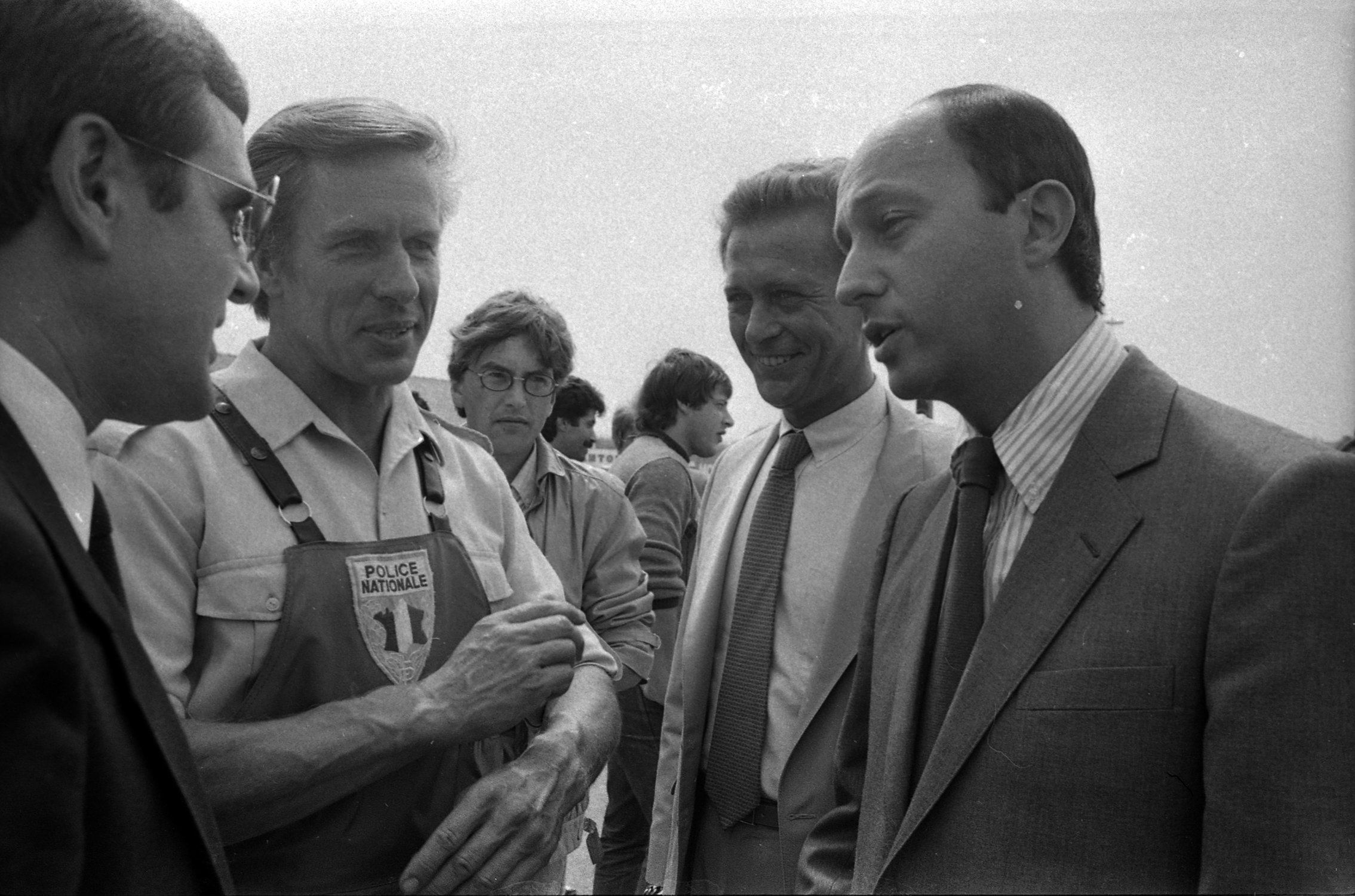
1984-ben

Laurent Fabius  (Párizs, 1946. augusztus 20. –) francia politikus, kormányhivatalnok.

## Pályafutása
Jómódú régiségkereskedő családban született amerikai anyától és askenázi apától, aki áttért a katolicizmusra. Az École normale supérieure-ön irodalomból szerzett diplomát. Tanult a Politikai Tanulmányok Intézetében, majd az Államigazgatási Főiskolát is elvégezte, ahol az első három legjobb eredményt elért diplomázó között volt és bekerült a Legfelsőbb Közigazgatási Bíróságra auditornak.
1974-ben csatlakozott a Szocialista Párthoz, François Mitterrand első titkár kabinet irodájának vezetője és szóvivője lett. 1977-ben Le Grand-Quevilly helyettes polgármestere, 1978-ban Seine-Maritime negyedik választókerületének képviselője.
A Szocialista Párt az audiovizuális média liberalizálását kérte, mert a rádió és televízió állami monopólium alá tartozott az 1974-ben hozott törvény alapján. 1979. június 28-án a párt kalózrádión közvetítette a Radio-Riposte adását, amelyben Mitterrand felhívta a hallgatóság figyelmét a tömegtájékoztatás botrányos helyzetére, mert a Giscard-i politika teljes befolyása alatt áll. A párt rendkívüli országos közgyűlésén határoztak a kalózrádió adásáról, s a hírt a párt újságja is lehozta La lutte pour les libertés címmel. A hatóságokat ezáltal értesítették... A rendőrség megostromolta az épületet, mert elbarikádozták a bejáratokat. Fabiust és a párt jelen lévő tagjait őrizetbe vették. Mitterrand-t és  Fabiust bíróság elé idézték az állami monopólium megsértése vádjával.
Az 1981-es elnökválasztáson baloldali győzelem született, Fabiust kinevezték költségvetési miniszterré, 1983-ban pedig az iparügyekért és a tudományos kutatásért felelős miniszterré Pierre Mauroy kormányában. 1984. július 17-én 37 évesen lett Franciaország történetében a legfiatalabb miniszterelnök. A nehéz nemzetközi helyzet ellenére a modernizáció útját választotta. Kormányfői tevékenységére két esemény vetített árnyékot: a Rainbow Warrior elsüllyesztése és a  transzfúziós botrány. 1984–85-ben hemofíliában szenvedő betegek HIV és hepatitis C-vírussal fertőzött vérkészítményt kaptak. Öten meghaltak,  ketten munkaképtelenné váltak. Fabiust, Georgina Dufoix-t az akkori szociális ügyekért és a nemzeti szolidaritásért felelős miniszterasszonyt valamint az egészségügyi minisztert bíróság elé idézték. Fabiust és Dufoix-t felmentették. A Központi Hematológiai Intézet (CNTS) igazgatóját 5 évi fegyházra és 500 000 frank pénzbüntetésre ítélték.  
1986-ban ellenzéki képviselőként előkészítette és 1988-ban tevékenyen részt vett Mitterrand újraválasztási kampányában. Fabiust a francia nemzetgyűlés elnökévé választották. A 80-as évek végén és a 90-es évek elején elkeseredett versengés alakult ki Fabius és Lionel Jospin között a párt vezetésének megszerzéséért. 1988 májusában Jospin Pierre Mauroy-t támogatta.  
1989-ben Fabius az Európai Parlament képviselője lett. 1992 januárjától 1993 áprilisáig Fabius töltötte be a párt első titkári posztját. 1995-ben Le Grand-Quevilly polgármesterévé választották.
Jospin első kormányában nem kapott tárcát, de amikor Christian Sautter, aki Dominique Strauss-Kahnt posztját vette át, lemondott,  Jospin Fabiust nevezte ki gazdasági, iparügyi és pénzügyminiszternek.
2012. május 16. óta Fabius állt a francia külügyminisztérium élén. 2016. február 9-én bejelentette lemondását. Laurent Fabius döntésének okairól egyelőre nincsenek információk.
2016-tól 2025 márciusáig a francia Alkotmánybíróság (Conseil constitutionnel) elnöke volt. Kilencéves mandátumának lejártakor (2025-ben) Emmanuel Macron elnök Richard Ferrand volt nemzetgyűlési elnököt, a La République en marche párt politikusát nevezte ki utódjává.

## Kitüntetései
- A Francia Köztársaság Nemzeti Érdemrendjének nagykeresztje
- A Québec Nemzeti Rend tisztje
- Dom Henrik infáns rendjének nagykeresztje
- A Norvég Királyi Érdemrend nagykeresztje
- Az Olasz Köztársaság Érdemrendjének nagykeresztes lovagja
- Románia Csillaga érdemrend

## Írásai
- La France inégale (1975)
- Le Cœur du futur (1985)
- C’est en allant vers la mer (1990)
- Les Blessures de la vérité (1995)
- Cela commence par une balade (2003)
- Une certaine idée de l’Europe (2004)
- La Reconstruction de la gauche ?, Alain Finkielkrauttal közösen, Forum Libération de Grenoble, CD audio (2008)
- Le Cabinet des douze (2010)

## Kapcsolódó szócikk
- Franciaország miniszterelnökeinek listája